# Tom Chambers
Thomas Doane Chambers, detto Tom (Ogden, 21 giugno 1959), è un ex cestista statunitense, professionista nella NBA e in Israele.
Alto 206 cm per circa 100 kg di peso, Chambers ha militato nella NBA a cavallo fra gli anni ottanta e novanta, ricoprendo il ruolo di ala grande.

## Carriera
Chambers frequentò l'università di Utah, suo paese natio, riportando discreti risultati in termini individuali, sufficienti a mettersi in buona luce per il draft 1981: venne selezionato con l'8ª chiamata da parte dei San Diego Clippers. Tom si rivelò in breve fra i migliori interpreti del ruolo, divenendo quasi subito leader nella sua squadra; ma i pessimi risultati riportati dai Clippers nelle prime due stagioni in cui Chambers vi soggiornò spinse il ragazzo a farsi cedere dalla dirigenza. Venne scambiato a Seattle; i Supersonics, che potevano contare sulla presenza di Gus Williams e Jack Sikma, guidati in panchina da Lenny Wilkens, nonostante la buona squadra a disposizione, per alcuni anni si tenne ben lontana dai traguardi sperati, spesso senza neanche centrare l'accesso ai play-off. Il 1987 fu tuttavia un anno molto positivo per Chambers: nella sua prima partecipazione all'All-Star Game, venne eletto MVP (segnando ben 34 punti), e portò i Sonics, nel frattempo molto cambiati attorno al loro giocatore di punta, al raggiungimento delle finali della Western Conference: il 4-0 contro i temibili Los Angeles Lakers fu però inevitabile.
Nella stagione 1988-89 venne trasferito ai Phoenix Suns, che nei primi anni novanta si presentò quale una delle migliori squadre della costa Ovest. Nel 1990 raggiunse il massimo picco realizzativo della sua carriera, segnando poco più di 27 punti a partita. L'unica seria occasione di assalto al titolo si presentò però solamente nel 1993: i Suns si trovavano opposti ai Chicago Bulls che, al tempo, dominavano incontrastati la lega sotto la guida di Michael Jordan; Phoenix si batté duramente, ma venne ugualmente sconfitta in 6 partite.
Dopo l'insuccesso con la maglia Suns, Tom Chambers passò agli Utah Jazz; i Jazz erano una formazione fra le più forti e complete in circolazione, e ciò lo relegò al ruolo di sesto uomo. Tom vi restò fino al 1995, ed in entrambi gli anni la corsa di Utah nei play-off fu arrestata dai dominanti Houston Rockets. Nella stagione 1995-96, Chambers fece il grande passo oltreoceano, andando ad arricchire le file dei campioni israeliani del Maccabi Tel Aviv. L'avventura non fu molto fortunata, includendo anche alcuni picchi negativi (come un degradante 0/14 rimediato in una partita di Eurolega), ma fu anche grazie al suo rilevante aiuto che Maccabi si riconfermò quell'anno campione nazionale. L'anno seguente decise di fare ritorno in NBA, ma in due stagioni (con Charlotte Hornets e Philadelphia 76ers) non disputò più di 13 incontri. Si ritirò al termine del 1998.

## Statistiche

### NBA

#### Regular Season
| Anno      | Squadra            | PG   | PT  | MP   | TC%  | 3P%  | TL%  | RP  | AP  | PRP | SP  | PP   |
| --------- | ------------------ | ---- | --- | ---- | ---- | ---- | ---- | --- | --- | --- | --- | ---- |
| 1981-1982 | San Diego Clippers | 81   | 58  | 33,1 | 52,5 | 0,0  | 62,0 | 6,9 | 1,8 | 0,7 | 0,6 | 17,2 |
| 1982-1983 | San Diego Clippers | 79   | 79  | 33,7 | 47,2 | 0,0  | 72,3 | 6,6 | 2,4 | 1,0 | 0,7 | 17,6 |
| 1983-1984 | Seattle S.Sonics   | 82   | 44  | 31,3 | 49,9 | 0,0  | 80,0 | 6,5 | 1,6 | 0,6 | 0,6 | 18,1 |
| 1984-1985 | Seattle S.Sonics   | 81   | 60  | 36,1 | 48,3 | 27,3 | 83,2 | 7,1 | 2,6 | 0,9 | 0,7 | 21,5 |
| 1985-1986 | Seattle S.Sonics   | 66   | 26  | 30,6 | 46,6 | 27,1 | 83,6 | 6,5 | 2,0 | 0,8 | 0,6 | 18,5 |
| 1986-1987 | Seattle S.Sonics   | 82   | 82  | 36,8 | 45,6 | 37,2 | 84,9 | 6,6 | 3,0 | 1,0 | 0,6 | 23,3 |
| 1987-1988 | Seattle S.Sonics   | 82   | 82  | 32,7 | 44,8 | 30,3 | 80,7 | 6,0 | 2,6 | 1,1 | 0,6 | 20,4 |
| 1988-1989 | Phoenix Suns       | 81   | 81  | 37,1 | 47,1 | 32,6 | 85,1 | 8,4 | 2,9 | 1,1 | 0,7 | 25,7 |
| 1989-1990 | Phoenix Suns       | 81   | 81  | 37,6 | 50,1 | 27,9 | 86,1 | 7,0 | 2,3 | 1,1 | 0,6 | 27,2 |
| 1990-1991 | Phoenix Suns       | 76   | 75  | 32,6 | 43,7 | 27,4 | 82,6 | 6,4 | 2,6 | 0,9 | 0,7 | 19,9 |
| 1991-1992 | Phoenix Suns       | 69   | 66  | 28,2 | 43,1 | 36,7 | 83,0 | 5,8 | 2,1 | 0,8 | 0,5 | 16,3 |
| 1992-1993 | Phoenix Suns       | 73   | 0   | 23,6 | 44,7 | 39,3 | 83,7 | 4,7 | 1,4 | 0,6 | 0,3 | 12,2 |
| 1993-1994 | Utah Jazz          | 80   | 0   | 23,0 | 44,0 | 31,1 | 78,6 | 4,1 | 1,0 | 0,5 | 0,4 | 11,2 |
| 1994-1995 | Utah Jazz          | 81   | 4   | 15,3 | 45,7 | 16,7 | 80,7 | 2,6 | 0,9 | 0,3 | 0,4 | 6,2  |
| 1996-1997 | Charlotte Hornets  | 12   | 5   | 6,9  | 22,6 | 66,7 | 75,0 | 1,2 | 0,3 | 0,1 | 0,0 | 1,6  |
| 1997-1998 | Philadelphia 76ers | 1    | 0   | 10,0 | 100  | -    | 100  | 2,0 | 0,0 | 2,0 | 0,0 | 6,0  |
| Carriera  | Carriera           | 1107 | 743 | 30,6 | 46,8 | 30,7 | 80,7 | 6,1 | 2,1 | 0,8 | 0,6 | 18,1 |

#### Play-off
| Anno     | Squadra          | PG  | PT | MP   | TC%  | 3P%  | TL%  | RP   | AP  | PRP | SP  | PP   |
| -------- | ---------------- | --- | -- | ---- | ---- | ---- | ---- | ---- | --- | --- | --- | ---- |
| 1984     | Seattle S.Sonics | 5   | 0  | 38,2 | 47,5 | 0,0  | 66,7 | 6,6  | 1,6 | 1,0 | 0,6 | 13,6 |
| 1987     | Seattle S.Sonics | 14  | 14 | 35,6 | 44,9 | 33,3 | 80,8 | 6,4  | 2,3 | 0,9 | 0,9 | 23,0 |
| 1988     | Seattle S.Sonics | 5   | 5  | 33,6 | 54,9 | 0,0  | 82,9 | 6,2  | 2,2 | 0,6 | 0,2 | 25,8 |
| 1989     | Phoenix Suns     | 12  | 12 | 41,3 | 45,9 | 40,9 | 85,9 | 10,9 | 3,8 | 1,1 | 1,3 | 26,0 |
| 1990     | Phoenix Suns     | 16  | 16 | 38,3 | 42,5 | 26,3 | 87,9 | 6,7  | 1,9 | 0,4 | 0,4 | 22,2 |
| 1991     | Phoenix Suns     | 4   | 4  | 35,5 | 40,9 | 0,0  | 73,7 | 5,8  | 2,5 | 1,8 | 1,3 | 17,0 |
| 1992     | Phoenix Suns     | 7   | 0  | 27,7 | 45,9 | 57,1 | 84,4 | 4,4  | 2,7 | 0,3 | 0,7 | 15,6 |
| 1993     | Phoenix Suns     | 24  | 1  | 15,7 | 38,8 | 40,0 | 81,5 | 2,7  | 0,5 | 0,3 | 0,4 | 7,3  |
| 1994     | Utah Jazz        | 16  | 0  | 20,3 | 36,1 | 0,0  | 79,3 | 2,8  | 0,8 | 0,3 | 0,6 | 5,8  |
| 1995     | Utah Jazz        | 5   | 0  | 12,0 | 50,0 | 33,3 | 69,2 | 2,6  | 0,4 | 0,4 | 0,0 | 6,4  |
| Carriera | Carriera         | 108 | 52 | 28,3 | 44,0 | 30,3 | 82,7 | 5,3  | 1,7 | 0,6 | 0,6 | 15,4 |

## Palmarès

### Squadra
- Campionato israeliano: 1

Maccabi Tel Aviv: 1995-96

### Individuale
- 2 volte All-NBA Second Team (1989, 1990)
- 4 volte NBA All-Star (1987, 1989, 1990, 1991)
- NBA All-Star Game MVP (1987)
- Cinquantaquattresimo miglior marcatore di sempre sommando ABA e NBA
- Cinquantesimo miglior marcatore di sempre NBA